# Globigerina
Globigerina, en ocasiones erróneamente denominado Globerigina o Globigenera, es un género de foraminífero planctónico de la subfamilia Globigerininae, de la familia Globigerinidae, de la superfamilia Globigerinoidea, del suborden Globigerinina y del orden Globigerinida. Su especie tipo es Globigerina bulloides. Su rango cronoestratigráfico abarca desde el Luteciense (Eoceno medio) hasta la Actualidad.

## Descripción
Globigerina incluye especies con conchas trocoespiraladas, globigeriniformes; sus cámaras son globulares u ovaladas, creciendo en tamaño de manera rápida; sus suturas intercamerales son incididas y rectas; su contorno ecuatorial es subcuadrado y lobulado; su periferia es redondeada; su ombligo es moderadamente amplio; su abertura principal es interiomarginal, umbilical (intraumbilical), con forma de arco amplio, y rodeada por un estrecho labio; presentan pared calcítica hialina, macroperforada con poros en copa, y superficie punteada a reticulada, y espinosa, con espinas muy largas de sección circular (y que dejan bases de espinas al morir).

## Discusión

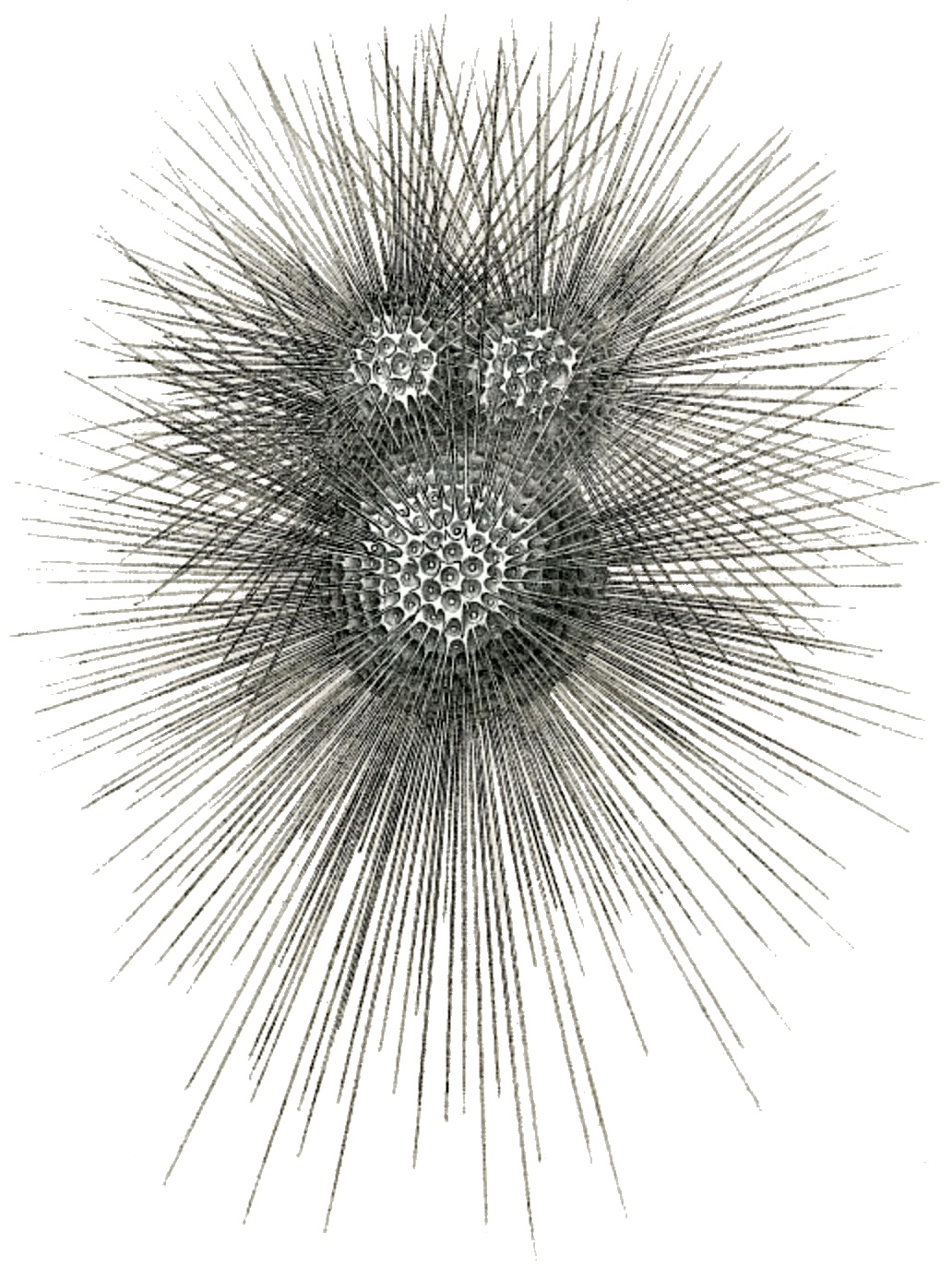
Prueba del foraminífero Globigerina bulloides con espinas defensivas, dibujada por el paleontólogo H. B. Brady en 1884.

Antes de la definición progresiva de géneros -y familias- en la superfamilia Globigerinoidea, Globigerina se utilizaba como un taxón "cajón de sastre" para incluir multitud de especies ahora incluidas en Catapsydrax, Dentoglobigerina, Eoglobigerina, Globigerinella, Globigerinoides, Globoquadrina, Muricoglobigerina, Palaeoglobigerina, Parasubbotina, Parvularugoglobigerina, Subbotina, Zeaglobigerina, o en otros géneros más recientemente definidos.

## Ecología y Paleoecología
Globigerina incluye especies con un modo de vida planctónico (carnívoro), de distribución latitudinal cosmopolita, preferentemente tropical-subtropical a templada, y habitantes pelágicos de aguas superficiales (medio epipelágico).

## Clasificación
Se han descrito numerosas especies de Globigerina. Entre las especies más interesantes o más conocidas destacan:
- Globigerina angulisuturalis
- Globigerina bulloides
- Globigerina cariacoensis
- Globigerina ciperoensis
- Globigerina eamesi
- Globigerina falconensis
- Globigerina fariasi
- Globigerina occlusa
- Globigerina officinalis
- Globigerina ottnangiensis
- Globigerina praebulloides
- Globigerina quinqueloba
- Globigerina umbilicata
- Globigerina venezuelana

Un listado completo de las especies descritas en el género Globigerina puede verse en el siguiente anexo.
En Globigerina se han considerado los siguientes subgéneros:
- Globigerina (Beella), aceptado como género Beella
- Globigerina (Conoglobigerina), aceptado como género Conoglobigerina
- Globigerina (Dissimiloglobigerina), aceptado como género Catapsydrax
- Globigerina (Eoglobigerina), aceptado como género Eoglobigerina
- Globigerina (Globigerinoides), aceptado como género Globigerinoides
- Globigerina (Globoconusa), aceptado como género Globoconusa
- Globigerina (Globotruncana), aceptado como género Globotruncana
- Globigerina (Globoturborotalita), aceptado como género Globoturborotalita
- Globigerina (Globuligerina), aceptado como género Globuligerina
- Globigerina (Hastigerina), aceptado como género Hastigerina
- Globigerina (Spongina), aceptado como género Spongina
- Globigerina (Zeaglobigerina), aceptado como género Zeaglobigerina